# Virgen de Goscons
La Virgen de Goscons es la advocación que presidía la capilla románica de la baronía de Goscons en el  municipio de Arenys de Munt, en la comarca del Maresme.

## Historia
La talla de Santa María de Goscons era de nogal policromado y representaba una virgen negra sentada en un trono, con el Niño Jesús en el regazo, ricamente vestidos y coronados.
La obra, de carácter popular y un marcado hieratismo, se situaría dentro del estilo de las producciones de ámbito catalano-aragonés de mediados del siglo XII.
La “Mare de Deu de Goscons” como la mayoría de las “vírgenes encontradas” fue hallada por un pastorcillo  al irse a guarecer con su rebaño a una cueva del llamado “Pla de les Bruixes”, lugar donde, según la leyenda, había sido escondida para protegerla de las incursiones sarracenas previas a la Reconquista.
Dicha talla desapareció a principios del siglo XIX cuando las tropas napoleónicas quemaron la Força de Goscons y su capilla.